# Włościbyt
Włościbyt – staropolskie imię męskie. Składa się z członów: Włości- ("panować") i -byt ("być, istnieć, żyć" lub też "mienie, własność"). Oznacza "tego, który panuje nad swoim życiem", albo "tego, który panuje nad swoim mieniem".